# Jerry Wunderlich
Jerry Wunderlich (* 18. August 1925 in San Francisco; † 14. Mai 1999 in North Hollywood) war ein US-amerikanischer Szenenbildner. Er wurde zweimal für den Oscar nominiert.

## Leben
Jerry Wunderlich begann seine Karriere 1957 als Szenenbildner für die Fernsehserie The Thin Man. Seine erste Filmarbeit war Tropenglut (1959) mit Audrey Hepburn und Anthony Perkins in den Hauptrollen. Wunderlich arbeitete sowohl für das Kino als auch für das Fernsehen. Bei der Oscarverleihung 1973 wurde er zusammen mit Artdirector Bill Malley für den Oscar für das beste Szenenbild nominiert. Die beiden verloren jedoch gegen Henry Bumstead und James W. Payne, die für  Der Clou verantwortlich waren.
1976 wurde er ein zweites Mal nominiert, diesmal für Der letzte Tycoon, zusammen mit Gene Callahan und Jack T. Collis. Auch diesmal ging der Oscar an ein anderes Team: George Jenkins und George Gaines für ihre Arbeit an Die Unbestechlichen.
Seine letzten Arbeiten hatte er von 1990 bis 1991 an der Fernsehserie Daddy schafft uns alle und am Film Die Spur führt zurück – The Two Jakes.

## Filmografie (Auswahl)
- 1957–1959: The Thin Man (Fernsehserie)
- 1959: Tropenglut (Green Mansions)
- 1960: Meisterschaft im Seitensprung (Please Don’t Eat the Daisies)
- 1960–1964: Unglaubliche Geschichten (The Twilight Zone) (Fernsehserie)
- 1961: Die Heiratsmaschine (The Honeymoon Machine)
- 1962: Sexy! (Boys’ Night Out)
- 1963: Hootenanny Hoot
- 1964–1965: Solo für O.N.C.E.L. (The Man from U.N.C.L.E.) (Fernsehserie)
- 1965: Bitte nicht stören! (Do Not Disturb)
- 1966: Dominique – Die singende Nonne (The Singing Nun)
- 1968: Der Detektiv (The Detective)
- 1968: Die Lady in Zement (Lady in Cement)
- 1970: Das einzige Spiel in der Stadt (The Only Game in Town)
- 1971: Fluchtpunkt San Francisco (Vanishing Point)
- 1971: Was ist denn bloß mit Helen los? (What’s the Matter with Helen? )
- 1973: Der Exorzist (The Exorcist)
- 1976: Schwarzer Engel (Obsession)
- 1976: Der letzte Tycoon (The Last Tycoon)
- 1977: Schwarzer Sonntag (Black Sunday)
- 1977: Audrey Rose – das Mädchen aus dem Jenseits (Audrey Rose)
- 1977: Der Untermieter (The Goodbye Girl)
- 1980: Eine ganz normale Familie (Ordinary People)
- 1981: Kein Mord von der Stange (Looker)
- 1983: WarGames – Kriegsspiele (War Games)
- 1984: Solo für zwei (All of Me)
- 1985: Kopfüber in die Nacht (Into the Night)
- 1985: Das Messer (Jagged Edge)
- 1990: Die Spur führt zurück – The Two Jakes (The Two Jakes)
- 1990–1991: Daddy schafft uns alle (Evening Shade ) (Fernsehserie)